# Titularbistum Taium
Taium war eine antike Stadt in der römischen Provinz Bithynia et Pontus bzw. in der Spätantike Bithynia in Kleinasien (heute Türkei).
Taium (ital.: Taio) ist ein ehemaliges Bistum der römisch-katholischen Kirche und heute ein Titularbistum. Es gehörte der Kirchenprovinz Nikomedia an.
| Titularbischöfe von Taium |                         |                                    |                |                 |
| Nr.                       | Name                    | Amt                                | von            | bis             |
| 1                         | Étienne Carton de Wiart | Weihbischof in Mecheln (Belgien)   | 16. Juni 1934  | 8. Juli 1945    |
| 2                         | Hugh Aloysius Donohoe   | Weihbischof in San Francisco (USA) | 2. August 1947 | 27. Januar 1962 |